# Yecun (sockenhuvudort i Kina, Zhejiang Sheng, lat 29,40, long 118,46)
Yecun (kinesiska: 叶村, 叶村乡) är en sockenhuvudort i Kina. Den ligger i provinsen Zhejiang, i den östra delen av landet, omkring 190 kilometer sydväst om provinshuvudstaden Hangzhou. Antalet invånare är 6 253. Befolkningen består av 2 934 kvinnor och 3 319 män. Barn under 15 år utgör 14,0 %, vuxna 15-64 år 72 %, och äldre över 65 år 12,0 %.
Runt Yecun är det ganska tätbefolkat, med 104 invånare per kvadratkilometer. Närmaste större samhälle är Yangqitan, 9,3 km nordost om Yecun. I omgivningarna runt Yecun växer i huvudsak blandskog.
Genomsnittlig årsnederbörd är 2 495 millimeter. Den regnigaste månaden är juni, med i genomsnitt 499 mm nederbörd, och den torraste är oktober, med 55 mm nederbörd.